# Bruce Greyson
Charles) Bruce Greyson (nascido em outubro de 1946), M.D., é um cientista e professor de psiquiatria da Universidade da Virgínia. Ele é co-autor de Irreducible Mind (2007) e co-editor de The Handbook of Near-Death Experiences (2009). Greyson é o mais destacado pesquisador norte-americano em experiências de quase-morte, tema ao qual tem escrito vários artigos em periódicos acadêmicos e comumente concedido entrevistas à imprensa. 
Em sua posição em relação as EQMs, Greyson defende que elas desafiam o materialismo e busca compreender como "...uma consciência tão complexa, incluindo atividade mental, percepção sensorial e memória podem ocorrer sob condições nas quais os modelos fisiológicos atuais da mente consideram isso impossível."; segundo ele, "esse conflito entre um modelo materialista da identidade mente-cérebro e a ocorrência das experiências de quase morte sob condições de anestesia geral ou parada cardíaca é profundo e inevitável."

## Cargos acadêmicos
Bruce Greyson é professor de Psiquiatria e o diretor da The Division of Perceptual Studies (DOPS), antes chamada Division of Personality Studies, da Universidade da Virgínia. Ele também é professor de Medicina psiquiátrica do Departamento de Medicina Psiquiátrica, divisão de Psiquiatria ambulatorial, da Universidade de Virgínia.

## Trabalhos de pesquisa
Bruce Greyson é um pesquisador no campo de estudos das experiências de quase-morte e tem sido chamado de o pai da pesquisa em experiências de quase-morte. Greyson, junto com Kenneth Ring, Michael Sabom e outros, basearam suas pesquisas em Raymond Moody, Russell Noyes Jr e Elisabeth Kübler-Ross, e fundaram em 1981 a International Association for Near-Death Studies (Associação Internacional de Estudos do Quase-Morte). A escala desenvolvida em 1983 por Greyson para medir os aspectos de experiências de quase-morte tem sido amplamente utilizada na literatura científica. Ele também inventou uma escala de 19 itens para avaliar a experiência do Kundalini, chamada de Escala de Physio-Kundalini. 
Greyson escreveu o artigo sobre as experiências de quase-morte para a Enciclopédia Britânica e foi o editor-chefe do Journal of Near-Death Studies (anteriormente conhecido como Anabiosis) de 1982 a 2007. Greyson foi entrevistado ou consultado várias vezes pela imprensa sobre o tema de experiências de quase-morte.

## Publicações selecionadas
Greyson é co-autor de Irreducible Mind: Toward a Psychology for the 21st Century (Rowman and Littlefield, 2007) e co-editor de The Handbook of Near-Death Experiences: Thirty Years of Investigation (Praeger, 2009). Ele tem escrito vários artigos científicos sobre o tema experiências de quase-morte, esses incluem:
- Greyson, B (2005). «"False positive" claims of near-death experiences and "false negative" denials of near-death experiences». Death studies. 29 (2): 145–55. PMID 15822242. doi:10.1080/07481180590906156

- Greyson, B, Ring, K. (2004). «The Life Changes Inventory-Revised». Journal of Near-Death Studies. 23: 41–54

- Greyson, B, Liester, MB. (2004). «Internal voices following near-death experiences». Journal of Humanistic Psychology. 44 (3): 320–336. doi:10.1177/0022167804266281

- Lange, R; Greyson, B; Houran, J (2004). «A Rasch scaling validation of a 'core' near-death experience». British journal of psychology (London, England : 1953). 95 (Pt 2): 161–77. PMID 15142300. doi:10.1348/000712604773952403